# Ostrovno (Biélorussie)
Ostrovno est une ville de Biélorussie, sur la rive gauche de la Dvina du Sud, à 90 kilomètres nord-ouest de Mohilev. Les Français y battirent une division russe en 1812.